# Хабіболла Ахлагі
Хабіболла Ахлагі (перс. حبیب‌الله اخلاقی; нар. 1 січня 1985, Андімешк, Хузестан) — іранський борець греко-римського стилю, дворазовий бронзовий призер чемпіонату світу, чемпіон Азії, чемпіон Азійських ігор триразовий володар кубків світу, учасник двох Олімпійських ігор.

## Біографія
Боротьбою займається з 1996 року. Був чемпіоном Азії серед кадетів (2001) і серед юніорів (2005). Виступає за борцівський клуб «Куєшохадор», Андімешк.

## Спортивні результати на міжнародних змаганнях

### Виступи на Олімпіадах
| Змагання                    | Збірна | Вагова категорія | Місце |
| --------------------------- | ------ | ---------------- | ----- |
| Літні Олімпійські ігри 2012 | Іран   | 84 кг            | 13    |
| Літні Олімпійські ігри 2016 | Іран   | 85 кг            | 7     |

### Виступи на Чемпіонатах світу
| Змагання                        | Збірна | Вагова категорія | Місце  |
| ------------------------------- | ------ | ---------------- | ------ |
| Чемпіонат світу з боротьби 2009 | Іран   | 84 кг            | Бронза |
| Чемпіонат світу з боротьби 2011 | Іран   | 84 кг            | 26     |
| Чемпіонат світу з боротьби 2014 | Іран   | 80 кг            | 7      |
| Чемпіонат світу з боротьби 2015 | Іран   | 85 кг            | Бронза |

### Виступи на Чемпіонатах Азії
| Змагання                       | Збірна | Вагова категорія | Місце  |
| ------------------------------ | ------ | ---------------- | ------ |
| Чемпіонат Азії з боротьби 2012 | Іран   | 84 кг            | Золото |

### Виступи на Азійських іграх
| Змагання           | Збірна | Вагова категорія | Місце  |
| ------------------ | ------ | ---------------- | ------ |
| Азійські ігри 2014 | Іран   | 80 кг            | Золото |

### Виступи на Кубках світу
| Змагання                    | Збірна | Вагова категорія | Місце  |
| --------------------------- | ------ | ---------------- | ------ |
| Кубок світу з боротьби 2010 | Іран   | 84 кг            | 9      |
| Кубок світу з боротьби 2014 | Іран   | 80 кг            | Золото |
| Кубок світу з боротьби 2015 | Іран   | 80 кг            | Бронза |
| Кубок світу з боротьби 2016 | Іран   | 85 кг            | Золото |

### Виступи на інших змаганнях
| Змагання                                                           | Збірна | Вагова категорія | Місце  |
| ------------------------------------------------------------------ | ------ | ---------------- | ------ |
| Золотий Гран-прі з боротьби 2009                                   | Іран   | 84 кг            | Золото |
| Золотий Гран-прі з боротьби 2010                                   | Іран   | 84 кг            | 5      |
| Золотий Гран-прі з боротьби 2011                                   | Іран   | 84 кг            | Золото |
| Олімпійський кваліфікаційний турнір з греко-римської боротьби 2012 | Іран   | 84 кг            | Золото |
| Золотий Гран-прі з боротьби 2014                                   | Іран   | 80 кг            | Золото |
| Турнір Дана Колова — Николи Петрова 2015                           | Іран   | 85 кг            | Золото |
| Золотий Гран-прі з боротьби 2015                                   | Іран   | 85 кг            | 12     |
| Клубний чемпіонат світу 2015                                       | Іран   | команда          | Золото |